# Aleksej Prokurorov
Aleksej Aleksejevitj Prokurorov (ryska: Алексей Алексеевич Прокуроров), född 25 mars 1964 i Michino, Vladimir oblast, död 10 oktober 2008 i Vladimir oblast, var en sovjetisk, senare rysk, längdskidåkare som totalt vann åtta VM- och OS-medaljer.
1998 tilldelades Prokurorov Holmenkollenmedaljen. Han var flaggbärare för dåvarande Sovjetunionen respektive Ryssland i olympiska vinterspelen 1988 respektive  2002. Efter säsongen 2001/2002 lade han skidorna på hyllan och blev tränare bland annat för Natalia Matejeva. 
Den 10 oktober 2008 omkom Prokurorov i en bilolycka i staden Vladimir. Det ryska skidförbundet meddelade att han blev påkörd vid ett övergångsställe då han var på väg för att hinna med ett tåg, och avled omedelbart .